# Hangaku Gozen
Hangaku Gozen (坂額御前?) (fl. XII secolo) è stata una guerriera onna-bugeisha giapponese.

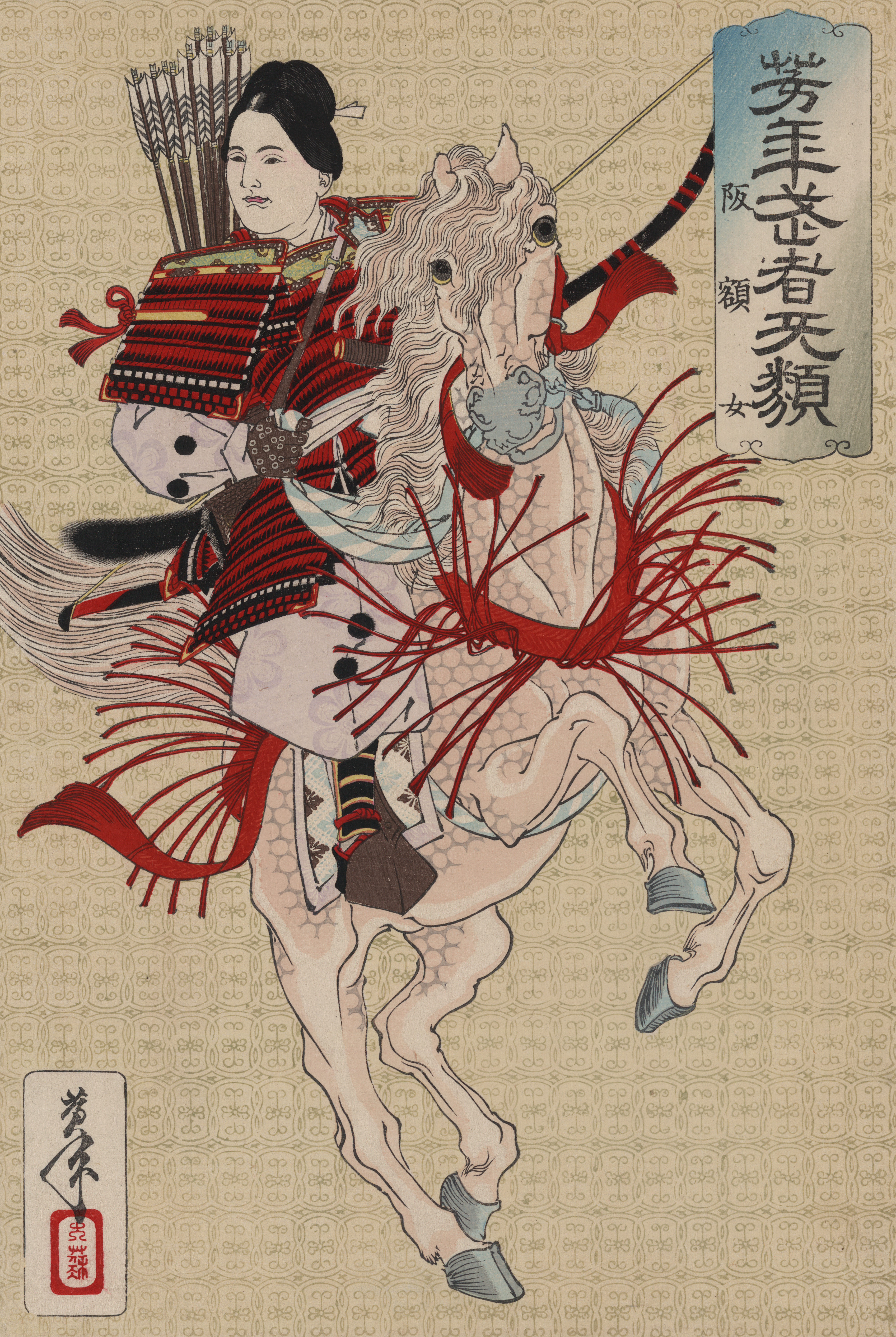
Rappresentazione di Hangaku Gozen da parte di Yoshitoshi

È una delle poche donne guerriere ad essere ricordata nella storia e citata nella letteratura classica giapponese.

## Biografia
Figlia di un guerriero di nome Jō Sukekuni (城資国?), ha vissuto assieme ai suoi fratelli Jō Sukenaga (城資永?) e Jō Nagamochi (城長茂?) tra la fine del periodo Heian e l'inizio del periodo Kamakura.
La famiglia di Hangaku era alleata del clan Taira, nella provincia di Echigo; per questa ragione, tra il 1180 e il 1185, la donna combatté assieme a Tomoe Gozen al fianco di soli uomini nella Guerra Genpei, dove furono sconfitte perdendo così gran parte del loro potere.
Nel 1201, insieme a suo nipote Jō Sukemori (城資盛?), la guerriera sollevò una rivolta, passata alla storia come la Rivolta di Kennin, in risposta al tentativo di Sukemoto di fermare lo Shogunato Kamakura. Hangaku e Sukenaga presero una posizione difensiva in un forte di legno a Toeizakayama, che la donna protesse per tre mesi dagli attacchi di Sasaki Moritsuna (佐々木盛綱?), riuscendo a respingere con successo le truppe del clan Hōjō e divenendo così la prima donna in un'onorevole stirpe di samurai a difendere la casata.
Alla fine venne però ferita da una freccia e catturata, e le difese del forte crollarono di conseguenza. Hangaku è stata portata a Kamakura, dove ha incontrato lo shōgun Minamoto no Yoriie, il quale le ha presentato Asari Yoshitō (浅利義遠?), un guerriero del clan Kai - Genji, che ha ricevuto il permesso del regnante per sposarla.
I due guerrieri si unirono di conseguenza in matrimonio, trascorrendo il resto della loro vita a Kai, dove si crede la donna abbia avuto dal marito una figlia.

## Riferimenti culturali
Hangaku viene citata nelle cronache dell'Azuma Kagami.
Si dice che Hangaku fosse "impavida come un uomo e bella come un fiore" e che fosse una delle poche guerriere a combattere con una naginata.
Molti narratori e tipografi l'hanno inclusa nelle loro opere, tra cui Kuniyoshi, che ha prodotto una serie di stampe di donne guerriere. Questa serie includeva anche personaggi storici o letterari come Tomoe Gozen, Shizuka Gozen e Hōjō Masako.